# Халба
Халба е голяма чаша за бира. Тя е с почти цилиндрична форма, с една дръжка и най-често с вместимост 1/2 литър. В повечето случаи се изработва от стъкло, макар че може да съществуват и такива, изработени от керамика, метал или дърво.
Трудно е да се прецени кога се появяват първите халби, но се счита, че е през XIV век в Европа, и по-специално Германия.